# Brachynema axillare
Brachynema axillare är en tvåhjärtbladig växtart som beskrevs av R. Duno de Stefano & P.E. Berry. Brachynema axillare ingår i släktet Brachynema och familjen Olacaceae. Inga underarter finns listade i Catalogue of Life.